# Croton wagneri
Espèce
Classification APG III (2009)
Statut de conservation UICN

 NT  : Quasi menacé
Croton wagneri est une espèce de plantes à fleurs du genre Croton et de la famille des Euphorbiaceae, présente en Équateur.